# Arita (Saga)
Arita (有田町, Arita-chō) is een Japanse gemeente in het district Nishimatsuura in  de prefectuur Saga op het eiland Kyushu. De gemeente is vooral bekend vanwege de productie van Imari-porselein, dat alleen daar geproduceerd werd.
In Arita bevindt zich een replica op ware grootte van een gedeelte van het Zwingerpaleis in Dresden met onder andere een porseleinmuseum met VOC-schip aandenken.

## Partnersteden
- Alameda, Verenigde Staten
- Meissen, Duitsland
- Jingdezhen, China

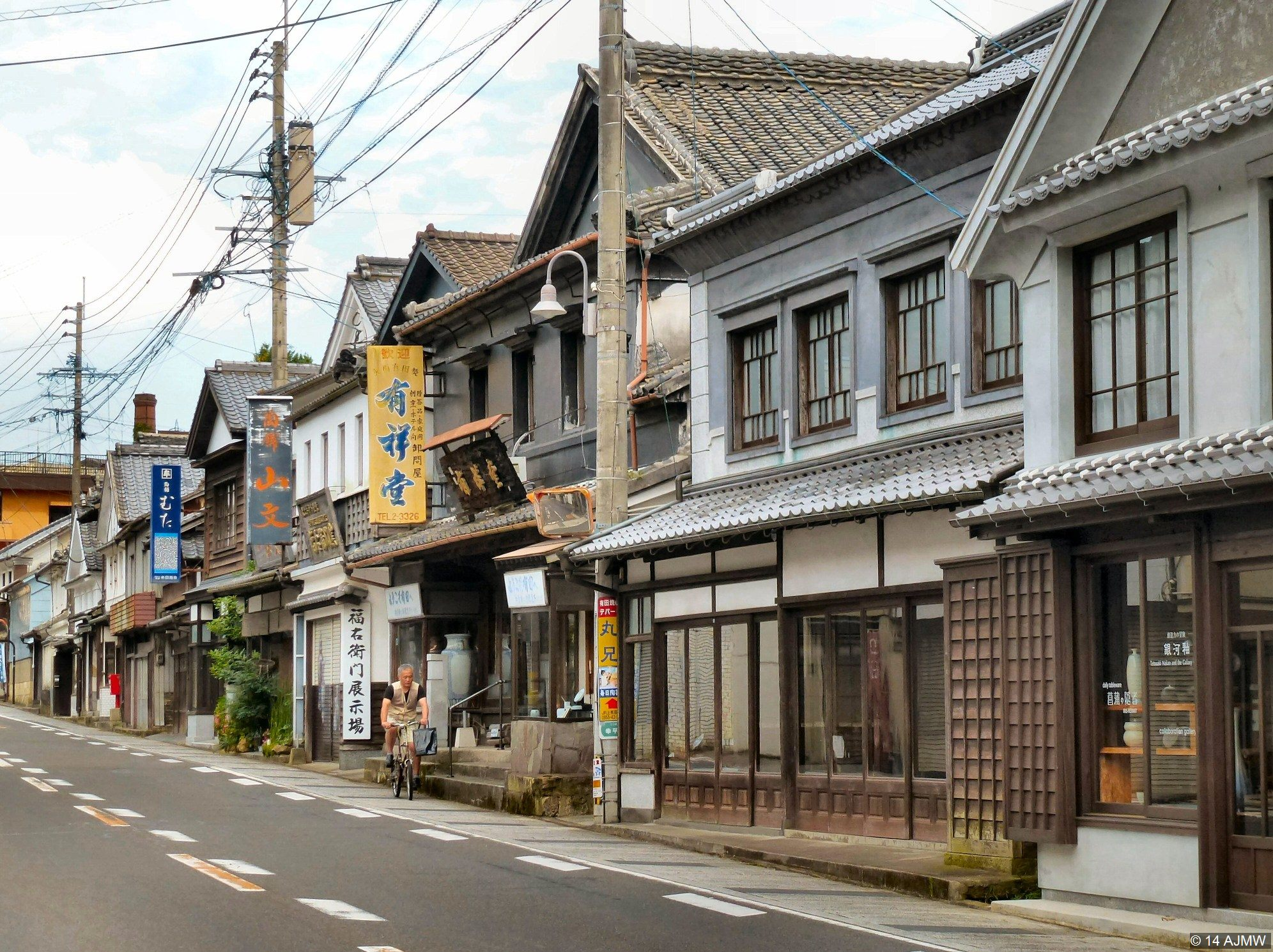
Straat in Arita.
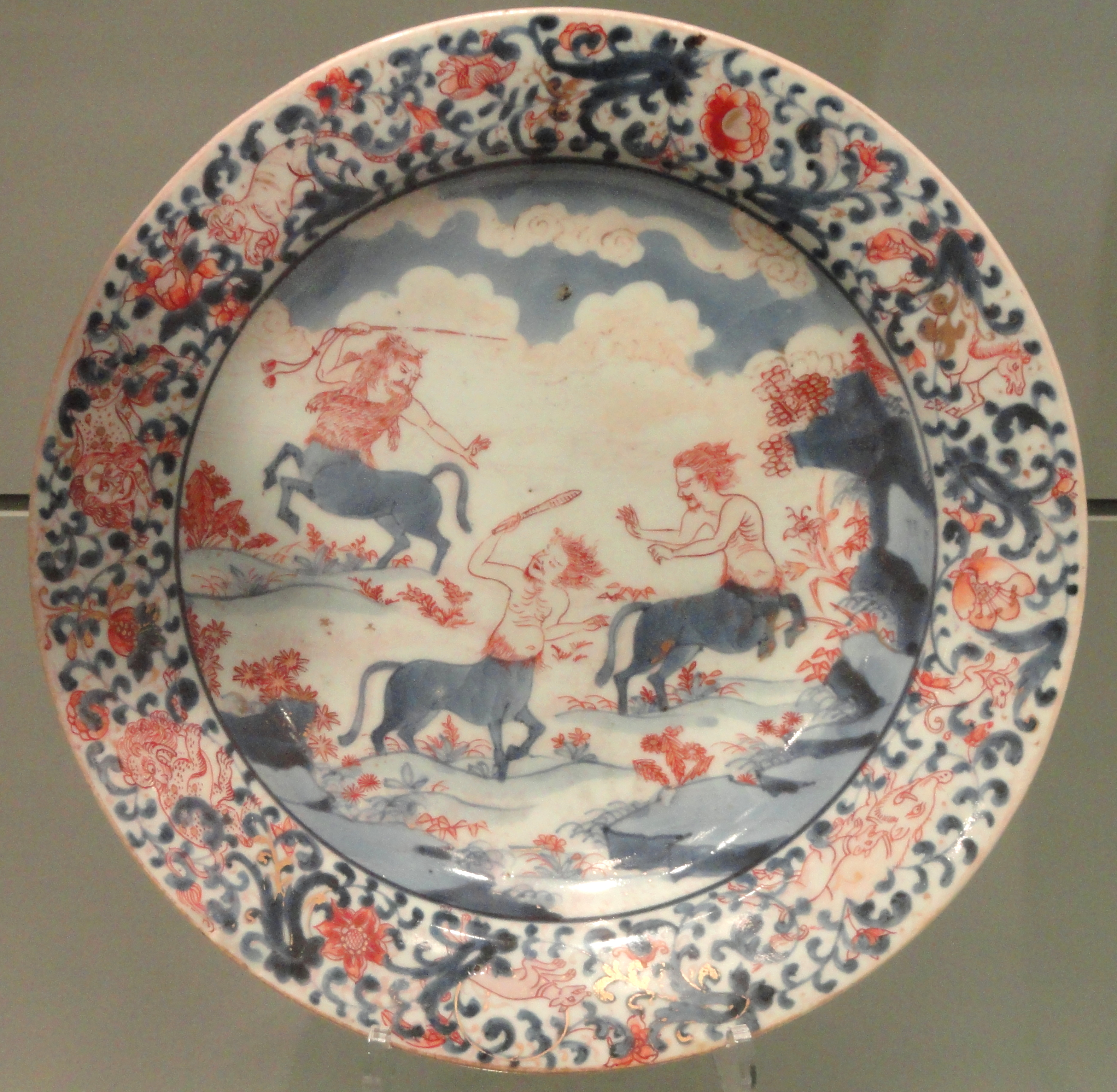
Arita porselein
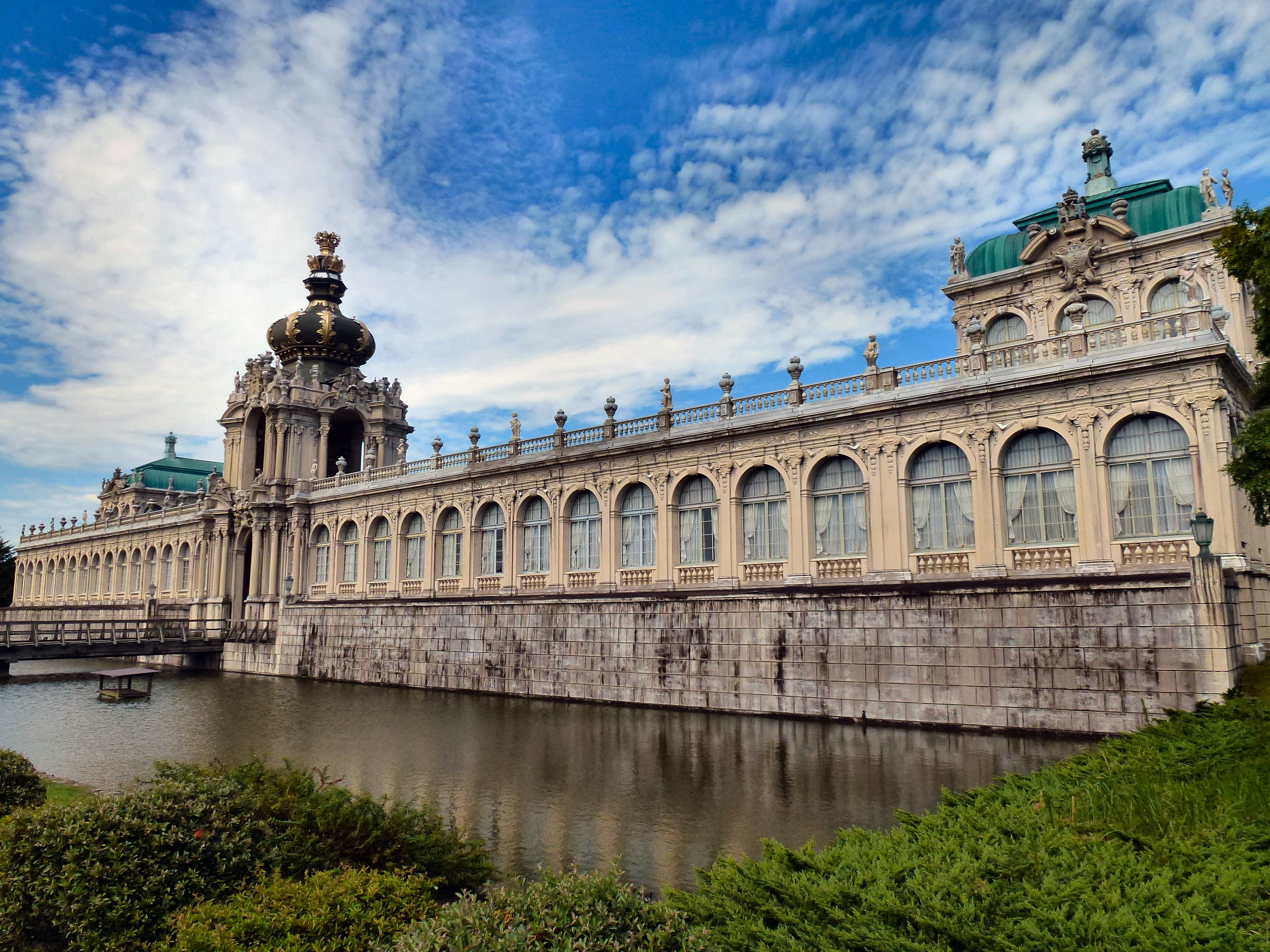
Replica Zwingerpaleis in het Arita Porcelain Park

Steden:
Imari · Kanzaki · Karatsu · Kashima · Ogi · Saga (hoofdstad) · Takeo · Taku · Tosu · Ureshino

Districten:
Fujitsu · Higashimatsuura · Kanzaki · Kishima · Miyaki · Nishimatsuura
Gemeenten per district